# Dino (cerámica)

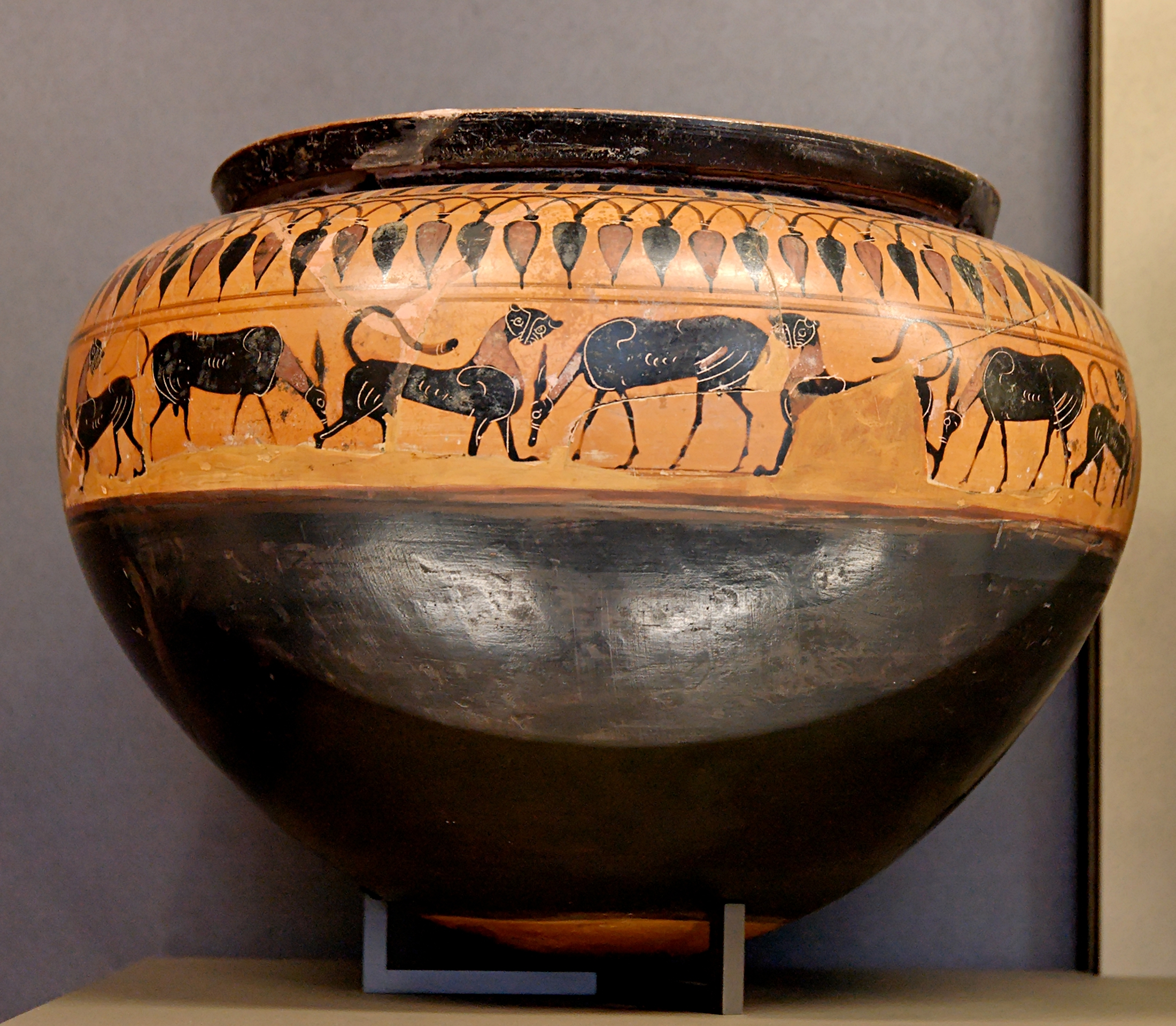
Dinos decorado con leones y gacelas. Museo del Louvre.

Dino o dinos ((en griego antiguo: δῖνος, romanizado: dīnos, también δεῖνος; ‘vasija redonda’, ‘giro, remolino’, plural δῖνοι) es un vaso de aspecto globular similar a un caldero sin asas y cuyo fondo convexo se sujetaba con un soporte vertical o pequeño pedestal. Es un cuenco de cerámica de fondo redondo utilizado durante la antigüedad. Se le conoce como forma de vaso, especialmente de la cerámica griega.
De moda durante la época arcaica, cayó en desuso debido a que la mayor parte de su superficie no era apta para la decoración figurativa, aunque se siguió fabricando al menos hasta finales del siglo IV a. C.. Su mayor auge lo tuvo entre los siglos VII y VI a. C.
El dino originalmente significaba un recipiente para beber, pero orr su forma y uso ritual en las ceremonias de matrimonio, se asocia al lebes y su variedad, el lebes gámico. Se utilizaba para mezclar vino y agua, como una crátera. Se colocaba en un soporte de cerámica separado y suelto, u olmos, o en un trípode de metal.

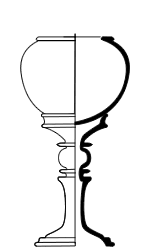
Forma de un dino desde el exterior y el interior (con pedestal).
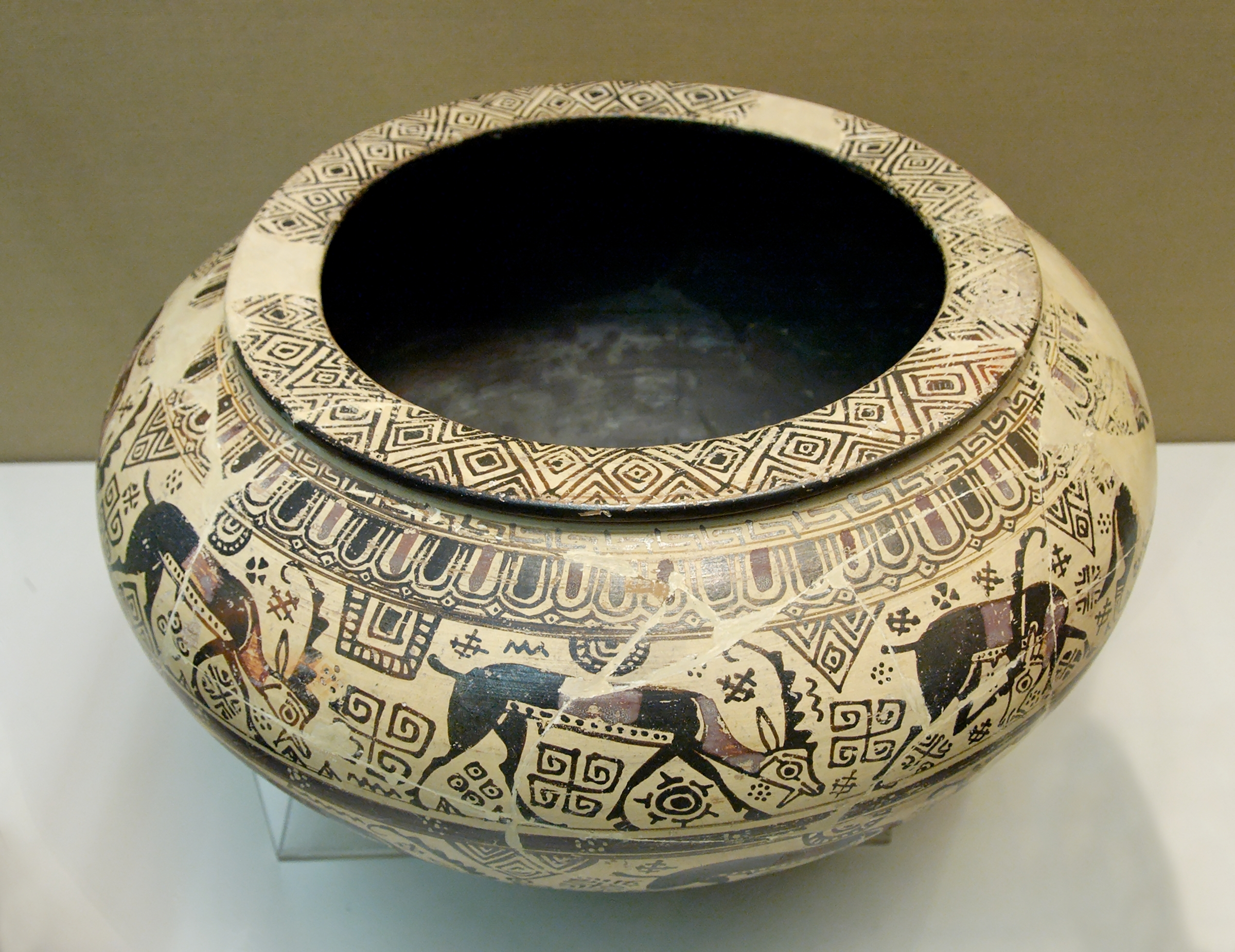
Dino de terracota de Rodas, c. 625–600 a. C.
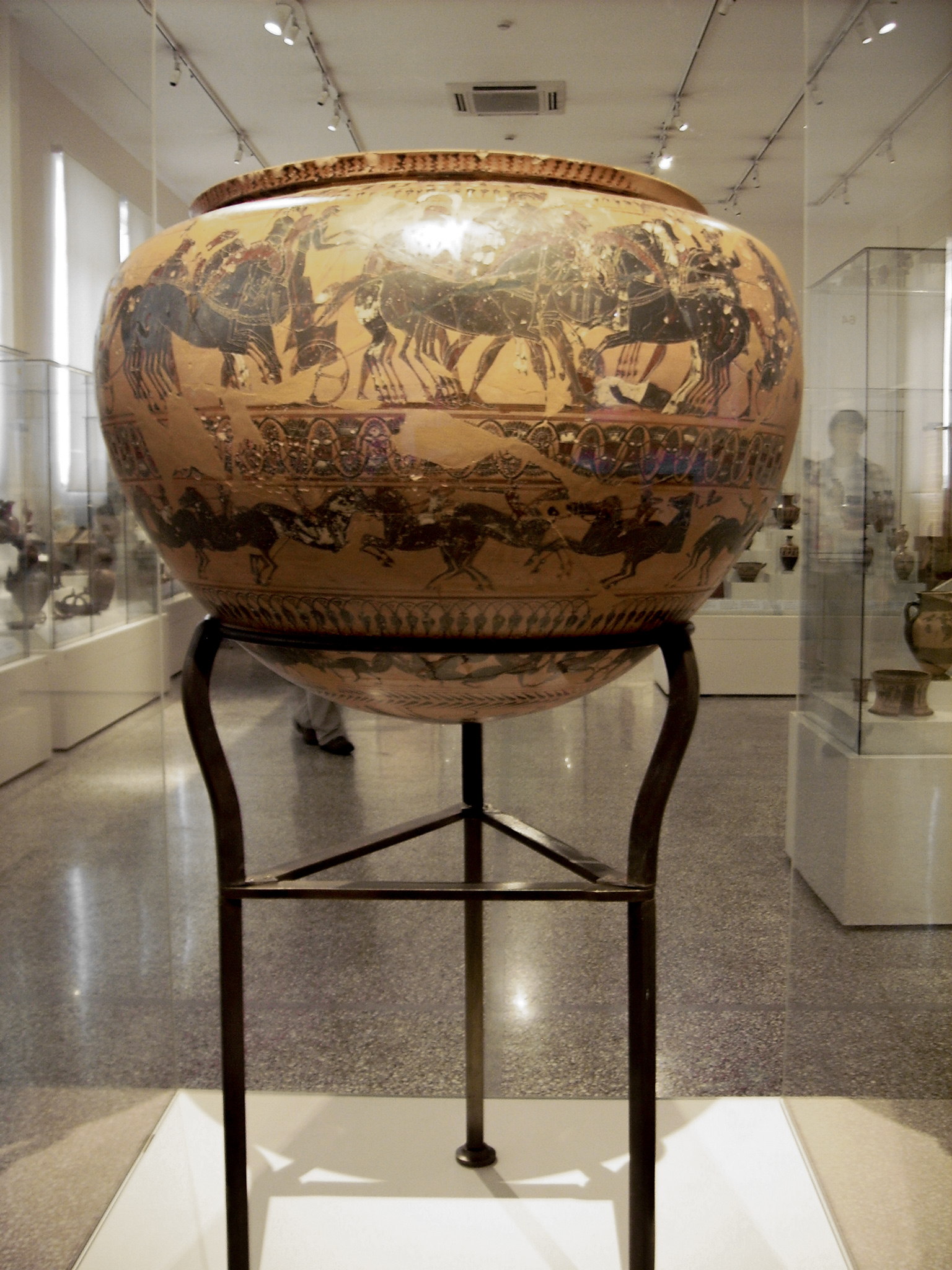
Dino de cerámica ática de figuras negras. Trípode de dino-lebeta decorado, c. 570–560 a. C.
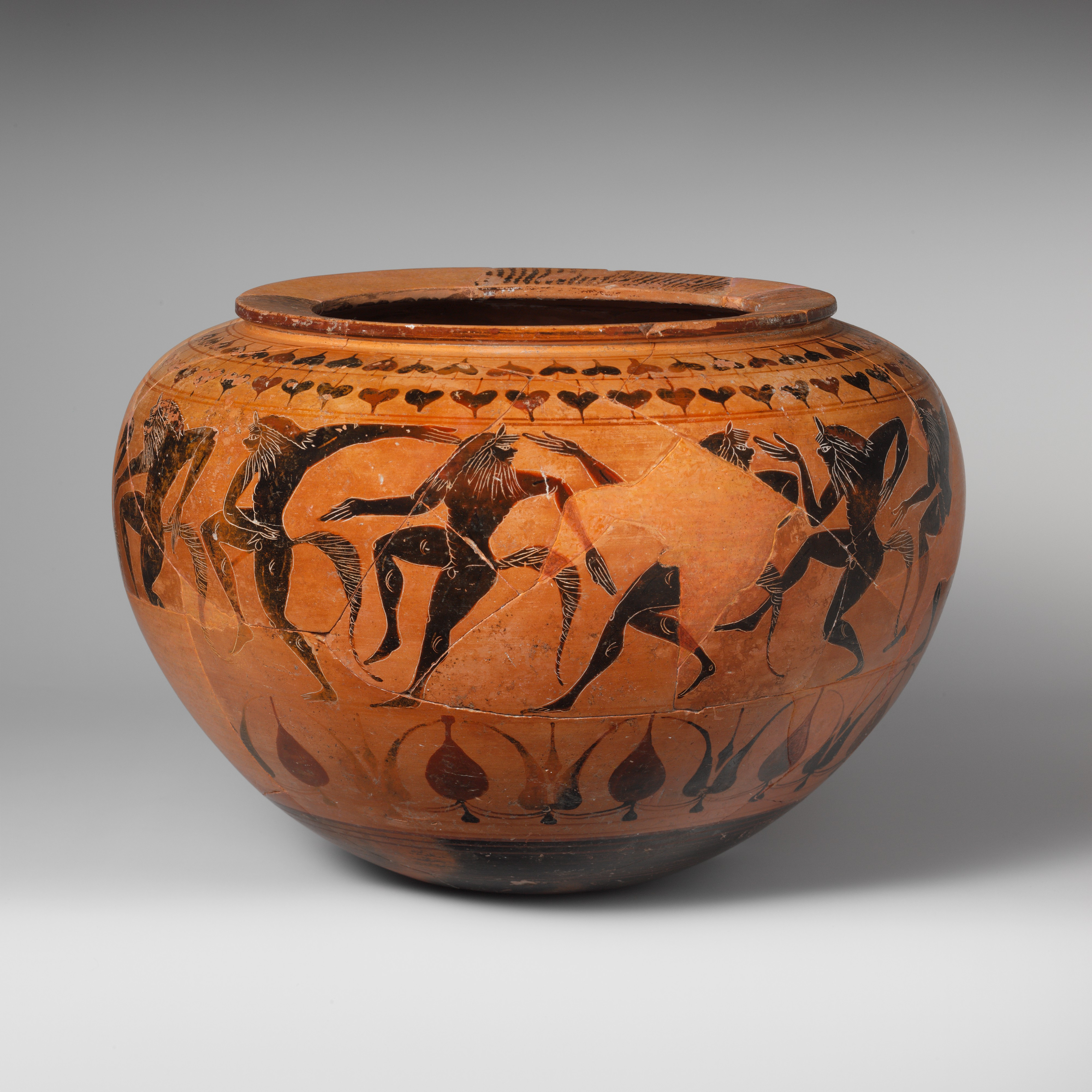
Dino de cerámica de figuras negras, siglo V a. C.